# Soisalo
Soisalo är en stor ö i Savolax i östra Finland, i kommunerna Heinävesi, Kuopio, Leppävirta och Varkaus. Den omges av sjöarna Kallavesi, Suvasvesi, Kermajärvi, Ruokovesi, Haukivesi och Unnukka. Ön betraktas som Finlands största ö och den största inlandsön i Europa. Öns area är 1638 kvadratkilometer.

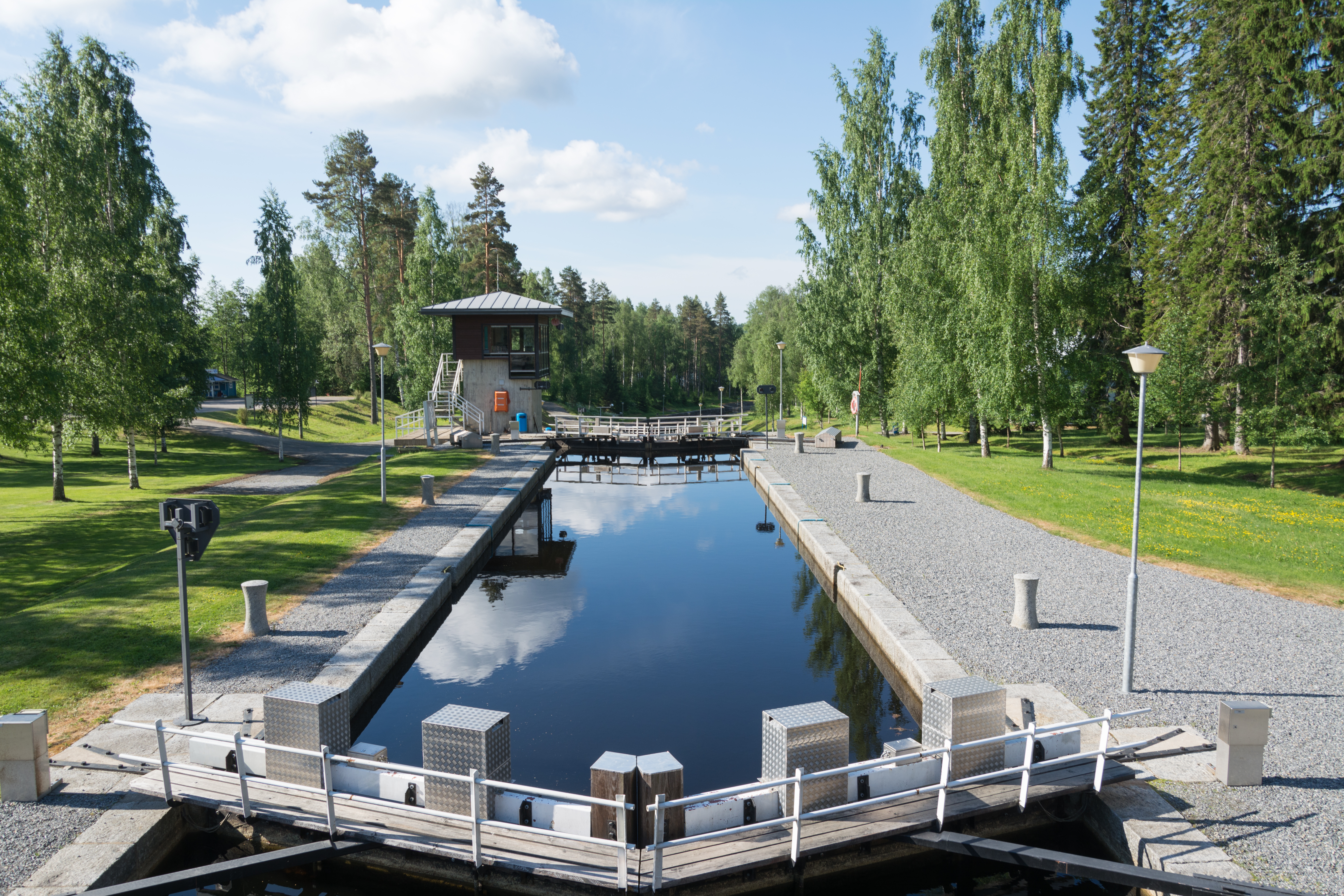
Varistaival kanal har fyra slussar och en höjdskillnad på 13 meter och går väster om Soisalo.

Ön omges av vatten på alla sidor, men eftersom vattennivåerna skiljer sig väsentligt är Soisalo ändå ingen riktig ö. Höjdskillnaden mellan Kallavesi i norr och Haukivesi i söder är sex meter, vilket ger upphov till kraftiga forsar mellan en del av sjöarna.
Om man godkänner att en ö kan omges av vatten med helt olika höjdnivå kan halva södra Finland betraktas som en ö, då Kumo älv och Kymmene älv båda utgår från sjön Vesijako ("Vattendelaren") i Padasjoki kommun. Finlands officiellt näst största ö Sääminginsalo (erkänd kring år 2000) omges också av flera sjöar, men deras vattennivåer skiljer sig inte. Sääminginsalo avskiljs från fastlandet av en artificiell kanal. En båtled har dock tidigare funnits på samma ställe.
Om man inte heller uppfattar Sääminginsalo som en riktig ö blir den största ön i Finland den största av Fasta Ålands öar (Fasta Åland består av flera öar, sammanknutna med broar och vägbankar).